# Tom Feiling
Tom Feiling – angielski filmowiec, dziennikarz i publicysta. 

## Życiorys
Tom Feiling ukończył London School of Economics. Od ponad dwudziestu lat zajmuje się filmem dokumentalnym. Zanim przystąpił do pracy nad filmem dokumentalnym Resistencia: Hip-Hop in Colombia (2002) przez rok mieszkał i pracował w Kolumbii. Aktualnie mieszka w Londynie.
Jego pierwszą książką jest The Candy Machine: How Cocaine Took Over The World, wydana w 2009 przez wydawnictwo Penguin Books w 2009. Publikacja ta to zbiór ponad 60 wywiadów z osobami związanymi z przemysłem kokainowym.
W 2012 wydana została jego kolejna książka Drogami wokół Bogoty. Podróże po nowej Kolumbii (org. Short Walks from Bogota: Journeys in the New Colombia), w Polsce w opublikowana w 2018.
W 2017 wydano The Island that Disappeared: Old Providence and the Making of the Western World, opowiadająca o 400 latach brytyjskiego imperializmu z perspektywy jej dawnej kolonii na Karaibach.